# Wang Zheng (Leichtathletin)
Wang Zheng (chinesisch 王 峥, Pinyin Wáng Zhēng; * 14. Dezember 1987 in Xi’an) ist eine chinesische Leichtathletin, die sich auf den Hammerwurf spezialisiert hat. Sie wurde 2013 und 2019 Asienmeisterin und siegte 2023 bei den Asienspielen. Zudem gewann sie eine Medaille bei Olympischen Spielen sowie drei Medaillen bei Weltmeisterschaften und zählt damit zu den erfolgreichsten Hammerwerferinnen ihres Landes.

## Sportliche Laufbahn
Erste internationale Erfahrungen sammelte Wang Zheng bei den Juniorenasienmeisterschaften in Macau, bei denen sie mit 60,16 m die Goldmedaille gewann. Daraufhin nahm sie an den Juniorenweltmeisterschaften in Peking teil und wurde dort mit 59,12 m im Finale Neunte. 2008 qualifizierte sie sich für die Olympischen Spiele in Peking und schied dort mit 65,64 m in der Qualifikation aus. 2009 siegte sie bei den Ostasienspielen in Hongkong mit einer Weite von 67,06 m. Im Jahr darauf gewann sie bei den Asienspielen in Guangzhou mit 68,17 m die Silbermedaille und musste sich dort nur ihrer Landsfrau Zhang Wenxiu geschlagen geben.
2013 folgte einem Sieg bei den Asienmeisterschaften in Pune mit 72,78 m ein vierter Platz bei den Weltmeisterschaften in Moskau mit 74,90 m. Erst Jahre später wurde der siegreichen Russin Tatjana Lyssenko die Goldmedaille wegen Dopings aberkannt und Wang Bronze zugesprochen. Am 29. März 2014 stellte sie in Chengdu mit 77,68 m den aktuellen (Stand 2018) Asienrekord auf. Beim Leichtathletik-Continental-Cup in Marrakesch wurde sie Vierte, und bei den Asienspielen im südkoreanischen Incheon holte sie mit 74,16 m erneut Silber hinter Zhang Wenxiu. 2015 wurde sie bei den Weltmeisterschaften in Peking mit einer Weite von 73,83 m im Finale Fünfte. 2016 qualifizierte sie sich erneut für die Teilnahme an den Olympischen Spielen in Rio de Janeiro, bei denen sie im Finale keinen gültigen Versuch zustande brachte.
2017 gewann sie bei den Weltmeisterschaften in London im Finale mit einer Weite von 75,98 m hinter Anita Włodarczyk und vor Malwina Kopron die Silbermedaille. Bei den Asienspielen 2018 in der indonesischen Hauptstadt Jakarta gewann sie zum dritten Mal die Silbermedaille mit 70,86 m; diesmal hinter ihrer Landsfrau Luo Na. Im Jahr darauf siegte sie bei den Asienmeisterschaften mit neuem Meisterschaftsrekord von 75,66 m. Ende September gewann sie bei den Weltmeisterschaften in Doha mit 74,76 m erneut eine Bronzemedaille, diesmal hinter der US-Amerikanerin DeAnna Price und Joanna Fiodorow aus Polen. 2021 startete sie zum dritten Mal bei den Olympischen Sommerspielen in Tokio und gewann dort mit einer Weite von 77,03 m im Finale die Silbermedaille hinter der Polin Anita Włodarczyk. Bei den Weltmeisterschaften 2023 in Budapest erreichte sie mit einer Weite von 72,14 m den achten Platz und anschließend siegte sie mit 71,53 m bei den Asienspielen in Hangzhou. Im Jahr darauf schied sie bei den Olympischen Sommerspielen in Paris mit 66,92 m in der Qualifikationsrunde aus.
In den Jahren 2014 und 2019 sowie 2021 und 2023 wurde Wang chinesische Meisterin im Hammerwurf.